# Β2インテグリン
β2インテグリン（英: integrin beta-2）またはCD18は、ヒトではITGB2遺伝子によってコードされているインテグリンβ鎖タンパク質である。β2インテグリンは数種類のα鎖のいずれかと結合してヘテロ二量体を形成し、細胞接着や細胞表面でのシグナル伝達、そして免疫応答に重要な役割を果たしている。

## 構造と機能
ITGB2遺伝子の産物であるβ2インテグリンは、CD18とも呼ばれる。インテグリンはα鎖とβ鎖から構成される膜内在性細胞表面タンパク質であり、細胞外マトリックスへの効果的な結合に重要である。この作用は好中球にとって特に重要であり、細胞接着は血管外遊出に大きな役割を果たしている。特定の鎖は複数種のパートナーと結合し、複数種のインテグリンが形成される場合がある。
CD18の結合パートナーとして知られているのは、CD11a、CD11b、CD11c、CD11dである。CD18とCD11aの結合によって形成されるLFA-1は、B細胞、T細胞、単球、好中球、NK細胞上に存在する。LFA-1は細胞表面タンパク質ICAM-1との相互作用を介して、抗原提示細胞への接着と結合に関与している。
CD18とCD11bからCD11dの結合は補体受容体の形成をもたらす（一例として、CD11bと結合した際にはMAC-1（CR3）が形成される）。これらのタンパク質は主に好中球、マクロファージ、NK細胞上に存在し、外来抗原ペプチドの認識と食作用によって抗原を破壊することで、自然免疫応答に関与している。

## 臨床的意義
ヒトでは、機能的なβ2インテグリンの欠損は白血球接着不全症の原因となる。この疾患は血管から組織への白血球の遊出の欠如によって定義され、循環白血球が組織内の外因性因子に応答することができなくなる。その結果、免疫系の持つ感染と戦う能力が低下し、機能的なβ2インテグリンを有する人物よりも外部からの感染に対する感受性が高くなる。β2インテグリンは可溶型としても存在することが知られており、すなわちこれらは細胞膜に固定されておらず血漿中に存在してリガンドを結合することができる。可溶性β2インテグリンの血漿中濃度は自己免疫疾患の1つである脊椎関節炎の疾患活動性との逆相関がみられる。

## 相互作用
β2インテグリンは次に挙げる因子と相互作用することが示されている。
- FHL2（英語版）[13]
- GNB2L1（英語版）[14]
- ICAM-1[15][16][17]
- PSCD1（英語版）[18][19]

## 関連文献
- “Leukocyte adhesion deficiency syndromes: adhesion and tethering defects involving beta 2 integrins and selectin ligands”. Current Opinion in Hematology 9 (1):  30–5. (January 2002). doi:10.1097/00062752-200201000-00006. PMID 11753075.
- “Hematologically important mutations: leukocyte adhesion deficiency”. Blood Cells, Molecules & Diseases 27 (6):  1000–4. (2003). doi:10.1006/bcmd.2001.0473. PMID 11831866.
- “Activation of leukocyte beta2-integrins”. Vox Sanguinis 83 (Suppl 1):  355–8. (August 2002). doi:10.1111/j.1423-0410.2002.tb05333.x. PMID 12617168.
- “Neutrophil activation via beta2 integrins (CD11/CD18): molecular mechanisms and clinical implications”. Thrombosis and Haemostasis 98 (2):  262–73. (August 2007). doi:10.1160/th07-02-0156. PMID 17721605.